# Шињел (приповетка)
Шињел (рус. Шинель) је приповетка  руског писца Николаја В. Гогоља, и припада циклусу "Петербуршке приче". Прво објављивање дела дошло је 1842.. Прича и њен аутор имали су велики утицај на руску књижевност, као што је изражено у цитату о руским писцима реалистима из Ежен-Мелкиора де Вогеа „Сви ми излазимо из Гогољевог шињела" (често се овај цитат погрешно приписује Фјодору Достојевском). Пишући 1941. године, Владимир Набоков је приповетку назвао „Највећом руском приповетком написаном икада“.
Прича је прилагођена различитим сценским и филмским интерпретацијама.

## Тема
Живот нижег чиновника Акакија Акакијевича и његови догађаји са шињелом. Према речима аутора, догађаји су истинити.

## Композиција
Композиција се одвија хронолошки, а приповетка спада у нефабуларну прозу, односно прозу у којој нема пуно догађања и у којој фабула није на првом месту. Шињел започиње уводом у којем се описује Акакијев лик и живот, а затим добијањем новог шињела радња се заплиће и кулминира крађом истог. Смрћу главног лика приповетка се расплиће и завршава епилогом (додатком), који за разлику од претходних делова приповетке добија фантастичну димензију и у којем се појављује дух протагонисте у облику Акакијевог мртвог тела. Помоћу Акакијевог духа врши се освета, правда бива задовољена, а за Акакија живот почиње тек након смрти.

## Утицај
Великој популарности приповетке припомогао је критичар Ежен-Мелкиор де Воге својим цитатом: „Сви смо ми изашли из Гогољевог Шињела“ (често се грешком овај цитат приписује Достојевском). Владимир Набоков је 1941. назвао Шињел најбољом руском приповетком свих времена.